# Whiskey on the Rocks
Whiskey on the Rocks est une mini-série suédoise en six épisodes réalisée par Henrik Jansson-Schweizer et diffusée en 2024 sur SVT1,. L'intrigue est basée sur l'histoire vraie du sous-marin soviétique U 137 qui s'échoua le 27 octobre 1981 sur la côte sud de la Suède, à environ 10 km de Karlskrona, l'une des principales bases navales de la marine suédoise.
Le 22 janvier 2025, elle est diffusée à l'international sur Hulu et Disney+.

## Synopsis
En pleine Guerre froide, en 1981, durant 11 jours le risque que la Troisième Guerre mondiale éclate est à son comble lorsque le sous-marin de la marine soviétique de la classe U-137, dénommé "Whisky", s'échoue par accident sur des rochers dans les eaux territoriales suédoises en violation des traités internationaux. Croyant à une possible invasion de la Suède par l'URSS, les Blocs de l'Ouest et de l'Est vont commencer à déployer tout leur arsenal militaire pour lancer une riposte. Le premier ministre suédois va alors tout faire pour apaiser les tensions.

## Distribution
- Rolf Lassgård (VF : Michel Elias) : Thorbjörn Fälldin
- Elsa Saisio (en) (VF : Daria Levannier) : Aleksandra Kosygina
- Anders Mossling (VF : Philippe Peythieu) : Ola Ullsten
- Niklas Engdahl (VF : Éric Aubrahn) : Börje Lagerkrantz
- Filip Berg (sv) (VF : Yoann Sover) : Håkan Martinsson
- Adam Lundgren (VF : Xavier Couleau) : le capitaine Hammarberg
- Per Lasson (sv) (VF : Guillaume Orsat) : Anders Karlsson
- Stasys Jakštas : Léonid Brejnev
- Mark Noble : Ronald Reagan
- Rolf Lydahl (sv) (VF : Philippe Ariotti) : Gustav Jansson
- Per Ragnar (sv) (VF : Philippe Catoire) : Harry Jansson
- Artur Svorobovich : Andrei Bortnik
- Andrius Bialobzeskis : Vladimir Peskov
- Oskar Vygonovski : Dimitrij Tarasenko
- Vytautas Kaniusonis : l'amiral Valerij Kalinin
- Daniel Hansson : l'opérateur radio Lundin
- Philip Hughes (VF : Jérémy Prévost) : le major Per-Arne Henriksson
- Albinas Keleris : Iouri Andropov
- Giedrius Kiela : Sergei Kuznetsov
- James Studdert : le général D. Cooper
- Jekaterina Makarova : Svetlana Akopova
- Vladislav Onischenko : Puppy
- Andrew Lowery : Jack Roberts
- Anton Lundqvist (sv) : Hultman
- Cecilia Forss (sv) : Monika Björk
- Katrin Sundberg (VF : Françoise Vallon) : Barbro Hultén
- Annika Nordin (sv) : Solveig Fälldin
- Joakim Sikberg (sv) (VF : Marc Perez) : Börje Ljungklint
- Milda Gecaite : Gabrielle « Gaby » Harris
- Spencer MacIntyre : Chester Lang

## Épisodes
1. Changement de cap (Ur kurs)
2. Tenir la frontière (Håll gränsen)
3. Une diplomatie silencieuse (Tyst diplomati)
4. Ô Capitaine, mon capitaine (O kapten, min kapten)
5. La guerre froide (Kalla kriget)
6. Qu'on est bien chez soi (Hem, ljuva hem)

## Critique presse
Soirmag apprécie la série pour avoir su reconstituer avec brio cet évènement majeur de la Guerre Froide.
Télérama regrette pour sa part qu'on surjoue les relations entre protagonistes. 
Télé-loisirs note quant à lui que la série tourne cette histoire vraie en satire politique, faisant écho à l'époque actuel.
Radio télévision suisse loue tout l'humour scandinave se dégageant de chaque épisode. 
Le Temps aime la caricature mit en place dans la série. 
Le Vif parle d'une mini série loufoque s'amusant avec les cliché de la Guerre Froide allant jusqu'à la caricature extrême.
Aftonbladet trouve que la satire aurait pu être plus tranchante mais que l’humour fonctionne.
Expressen trouve qu'affirmer que l’échouement du sous-marin est dû à l’ivresse de l’équipage est maladroit en plus de ne pas rendre justice aux victimes du communisme.
Göteborgs-Posten qualifie la série de propagande russe, montrant les soviétiques comme bienveillants et les américains comme bellicistes.